# Scaphyglottis modesta
Scaphyglottis modesta là một loài lan bản địa xứ Tân nhiệt đới.

## Hình ảnh

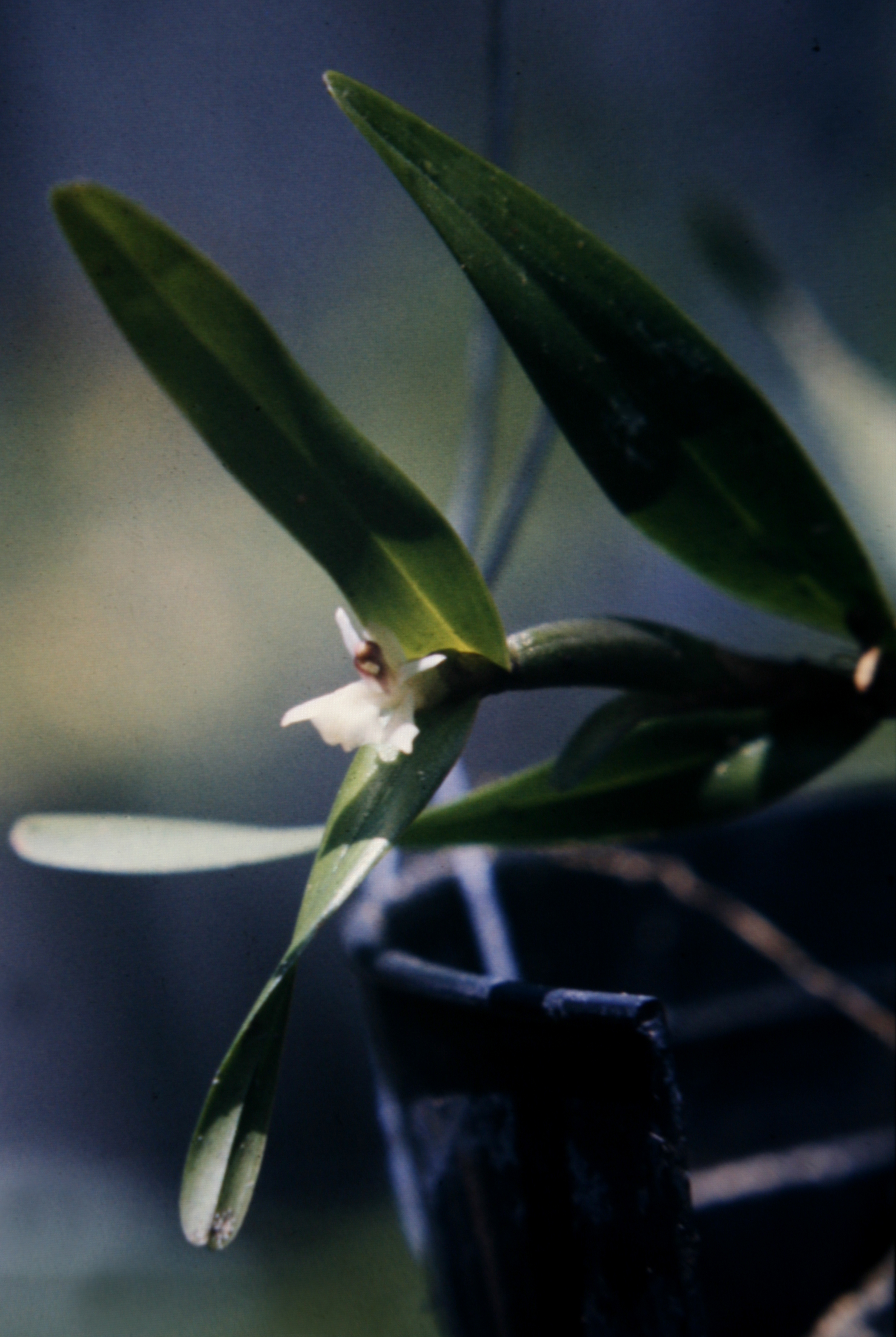
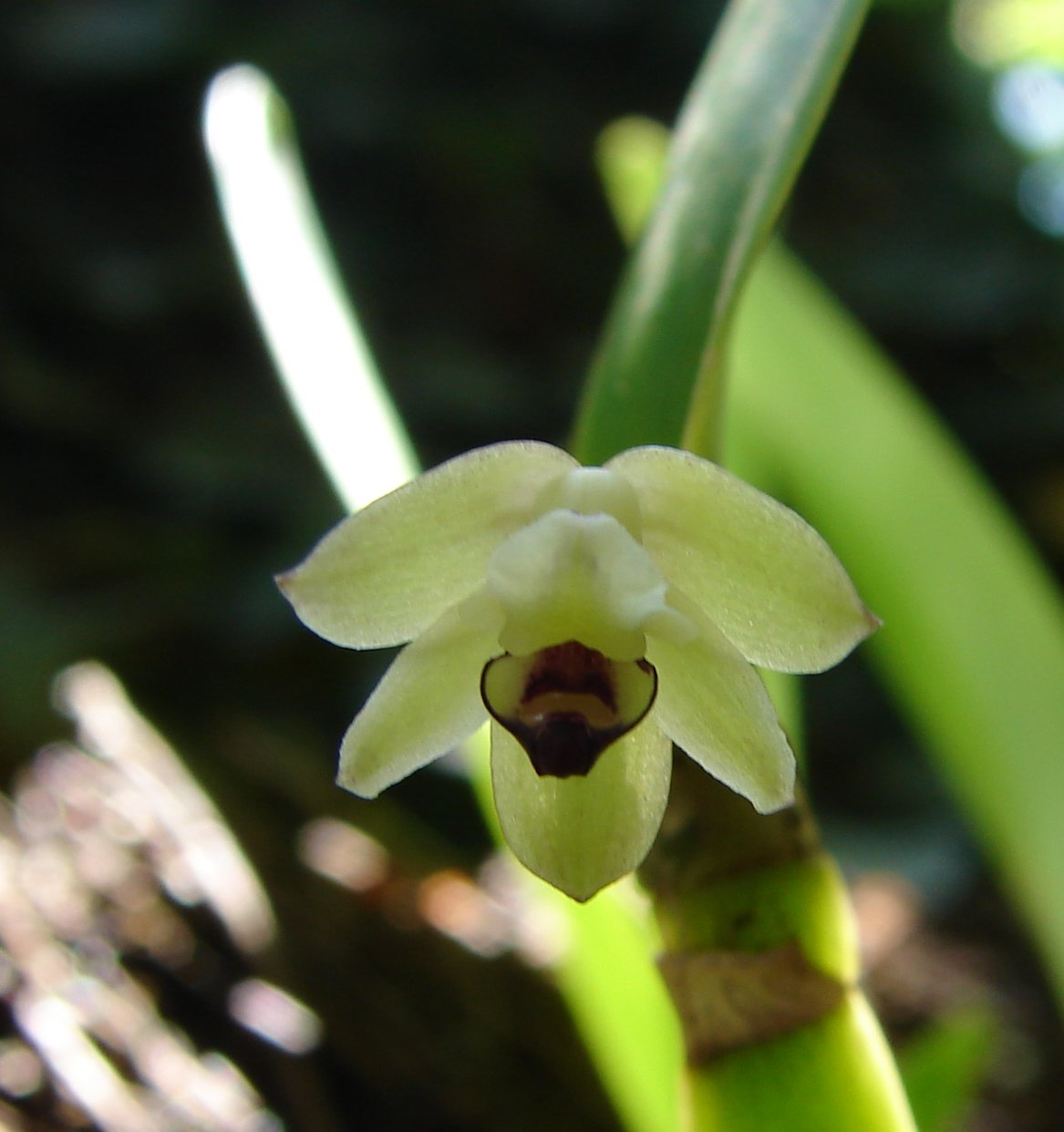
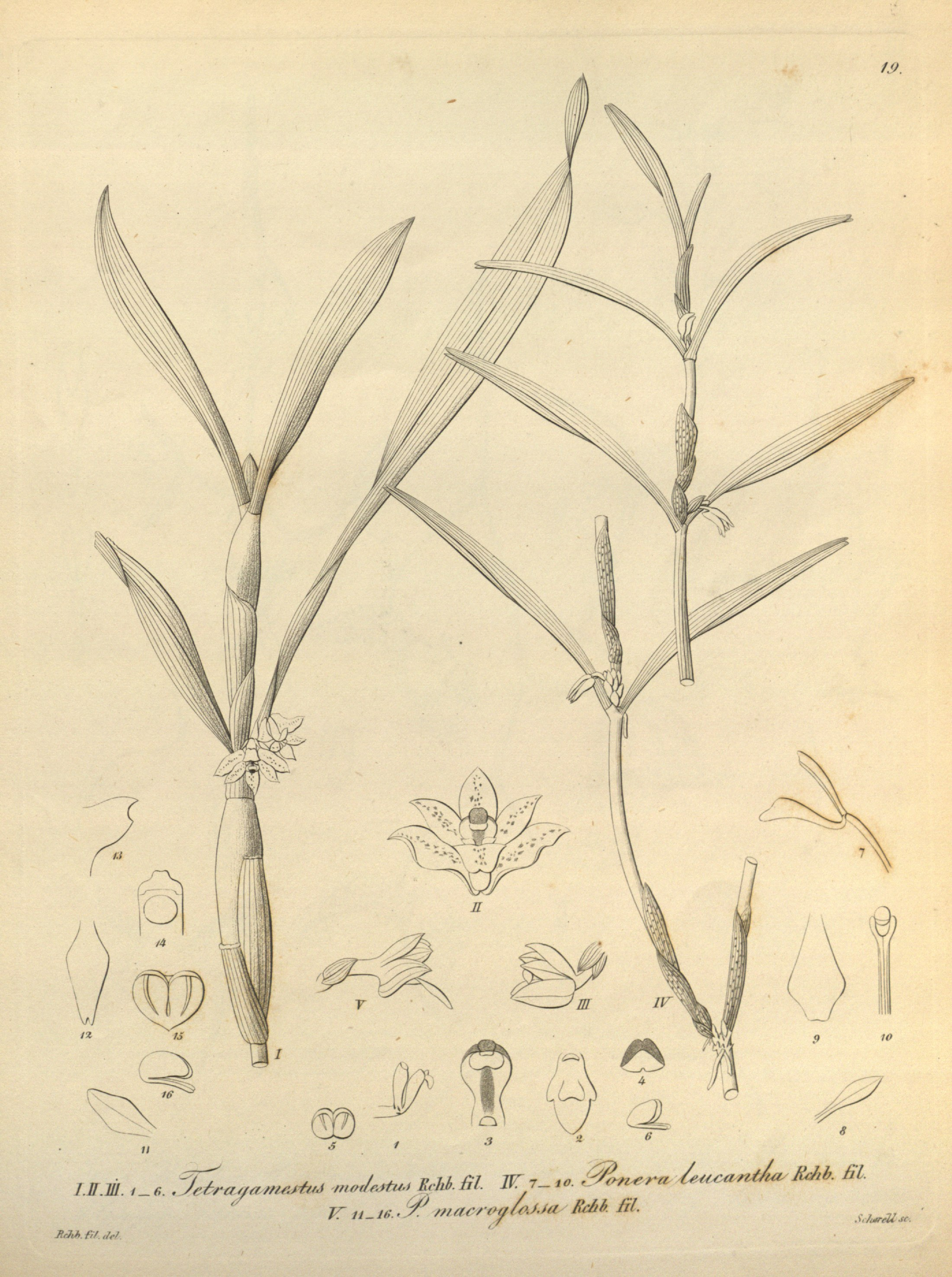

- Tập tin:Scaphyglottis (Tetragamestus) modesta - Fl. Br. 3-5-4.jpg